# Briska Gora
Briska Gora (cyr. Бриска Гора) – wieś w Czarnogórze, w gminie Ulcinj. W 2011 roku liczyła 50 mieszkańców.